# Adam I. Voina Voinesc
Adam I. Voina Voinesc (n. 1882, Păucinești, județul Hunedoara – d. 1965, Păucinești, județul Hunedoara) a fost un deputat în Marea Adunare Națională de la Alba Iulia , organismul legislativ reprezentativ al „tuturor românilor din Transilvania, Banat și Țara Ungurească”, cel care a adoptat hotărârea privind Unirea Transilvaniei cu România, la 1 decembrie 1918  :p. 227.

## Biografie
A făcut școala primară, fiind de-a lungul timpului plugar și tâmplar. A fost președintele Composesoratului de pădure din sat. A luat parte la război și a activat în Garda Națională Română din sat :p. 227.

## Activitatea politică
Ca deputat în Adunarea Națională din 1 decembrie 1918, Voina Voinesc a fost delegat al Cercului electoral Hațeg :p. 227.